# Tổ Đảng Ủy ban Thường vụ Đại hội Đại biểu Nhân dân Toàn quốc
Tổ Đảng Ủy ban Thường vụ Đại hội Đại biểu Nhân dân Toàn quốc (tiếng Trung: 中国共产党全国人民代表大会常务委员会党组; Hán-Việt: Trung Quốc Cộng sản Đảng Toàn quốc Nhân dân Đại biểu Đại hội Thường vụ Ủy viên hội Đảng Tổ; bính âm: Zhōngguó Gòngchǎndǎng Quánguó Rénmín Dàibiǎo Dàhuì Chángwù Wěiyuánhuì Dǎngzǔ) là một tổ đảng được thành lập trực thuộc Ban Chấp hành Trung ương Đảng Cộng sản Trung Quốc tại Ủy ban Thường vụ Đại hội Đại biểu Nhân dân Toàn quốc.

## Lịch sử
Tổ Đảng Ủy ban Thường vụ Đại hội Đại biểu Nhân dân Toàn quốc được thành lập vào tháng 5 năm 1978. Do nỗ lực tách biệt giữa Đảng và Chính phủ, Đại hội Đại biểu Nhân dân Toàn quốc khóa VI từ năm 1983 đến năm 1988 đã không thành lập Tổ Đảng. Tháng 8 năm 1989, Tổ Đảng được khôi phục lại từ sau cuộc biểu tình và thảm sát Thiên An Môn, chấm dứt nỗ lực tách biệt Đảng và Chính phủ.

## Chức năng
Tổ Đảng chịu trách nhiệm giám sát việc thực hiện các chính sách của Ban Chấp hành Trung ương Đảng Cộng sản Trung Quốc tại Ủy ban Thường vụ Đại hội Đại biểu Nhân dân Toàn quốc. Một cuộc họp của Bộ Chính trị vào tháng 10 năm 2017 sau phiên họp toàn thể đầu tiên của Ủy ban Trung ương Đảng Cộng sản Trung Quốc khóa XIX đã quy định rằng Tổ Đảng phải báo cáo công tác với Bộ Chính trị và Ban Thường vụ hàng năm. Tổ Đảng do Ủy viên trưởng lãnh đạo, với các Phó Ủy viên trưởng và Bí thư trưởng làm Ủy viên.